# Angelika Bunse-Gerstner
 Angelika Bunse-Gerstner (* 1951) ist eine deutsche Mathematikerin und Hochschullehrerin. Sie war die erste Hochschuldozentin für Mathematik an der Universität Bielefeld. Ihre Forschungsgebiete sind Numerische lineare Algebra und Steuerungstheorie.

## Leben und Werk
Bunse-Gerstner studierte von 1969 bis 1975 Mathematik mit dem Nebenfach Wirtschaftswissenschaften an der Universität zu Köln und der Friedrich-Alexander-Universität Erlangen-Nürnberg. Nach dem Diplom-Abschluss forschte sie von 1976 bis 1991 an der Universität Bielefeld. Hier promovierte sie 1978 bei Ludwig Elsner und Hans Johnen mit der Dissertation Der HR-Algorithmus zur numerischen Bestimmung der Eigenwerte einer Matrix.  1986 habilitierte sie für das Fach Mathematik. Von 1976 bis 1989 war sie wissenschaftliche Assistentin und anschließend bis 1991 Hochschuldozentin an der Universität Bielefeld. Von 1991 bis 2017 arbeitete sie als Professorin am Zentrum für Technomathematik an der Universität Bremen, wo sie von 2006 bis 2008 Konrektorin für Forschung war. 2017 hat sie die Society for Industrial and Applied Mathematics als Fellow aufgeführt.

## Veröffentlichungen (Auswahl)
- Numerische Lineare Algebra, 1984, ISBN 978-3-519-02067-7